# Fjällrämmen
Fjällrämmen är en sjö i Filipstads kommun och Malung-Sälens kommun i Dalarna, som ingår i Göta älvs huvudavrinningsområde. Sjön är 40 meter djup, har en yta på 3,29 kvadratkilometer och är belägen 291,2 meter över havet. Sjön avvattnas av vattendraget Eriksdalsälven (Upprämmsälven). Vid provfiske har bland annat abborre, gädda, lake och sik fångats i sjön.

## Delavrinningsområde
Fjällrämmen ingår i det delavrinningsområde (667341-140201) som SMHI kallar för Utloppet av Fjällrämmen. Medelhöjden är 356 meter över havet och ytan är 36,46 kvadratkilometer. Räknas de 4 avrinningsområdena uppströms in blir den ackumulerade arean 105,79 kvadratkilometer. Eriksdalsälven (Upprämmsälven) som avvattnar avrinningsområdet har biflödesordning 3, vilket innebär att vattnet flödar genom totalt 3 vattendrag innan det når havet efter 415 kilometer. Avrinningsområdet består mestadels av skog (85 procent). Avrinningsområdet har 3,35 kvadratkilometer vattenytor vilket ger det en sjöprocent på 9,2 procent.

## Fisk
Vid provfiske har följande fisk fångats i sjön:
- Abborre
- Gädda
- Lake
- Sik
- Siklöja